# Taeniophyllum lobatum
Taeniophyllum lobatum là một loài thực vật có hoa trong họ Lan. Loài này được Dockrill miêu tả khoa học đầu tiên năm 1956.